# Kirkovo
Kirkovo (bulgariska: Кирково) är en ort i Bulgarien.   Den ligger i kommunen Obsjtina Kirkovo och regionen Kărdzjali, i den södra delen av landet, 230 km sydost om huvudstaden Sofia. Kirkovo ligger 360 meter över havet och antalet invånare är 700.